# Patinatge de velocitat als Jocs Olímpics d'hivern de 1998
Als Jocs Olímpics d'Hivern de 1998 celebrats a la ciutat de Nagano (Japó) es disputaren deu proves de patinatge de velocitat sobre gel, cinc en categoria masculina i cinc més en categoria femenina.
Les proves es realitzaren entre els dies 8 i 14 de febrer de 1998 a les instal·lacions del M-Wave.

## Comitès participants
Hi participaren un total de 171 patinadors, entre ells 92 homes i 79 dones, de 25 comitès nacionals diferents.
| - Alemanya (14) - Àustria (4) - Belarús (4) - Bèlgica (1) - Canadà (17) - Corea del Nord (2) - Corea del Sud (13) - Estats Units (14) - Finlàndia (1) |  | - França (1) - Hongria (2) - Itàlia (4) - Japó (18) - Kazakhstan (7) - Letònia (1) - Nova Zelanda (1) - Noruega (10) |  | - Països Baixos (16) - Polònia (3) - Portugal (1) - Romania (2) - Rússia (18) - Suïssa (1) - Ucraïna (4) - R.P. de la Xina (12) |

## Resum de medalles

### Categoria masculina
| Prova             | Or               | Argent             | Bronze           |
| 500 m. Detalls    | Hiroyasu Shimizu | Jeremy Wotherspoon | Kevin Overland   |
| 1.000 m. Detalls  | Ids Postma       | Jan Bos            | Hiroyasu Shimizu |
| 1.500 m. Detalls  | Ådne Søndrål     | Ids Postma         | Rintje Ritsma    |
| 5.000 m. Detalls  | Gianni Romme     | Rintje Ritsma      | Bart Veldkamp    |
| 10.000 m. Detalls | Gianni Romme     | Bob de Jong        | Rintje Ritsma    |

### Categoria femenina
| Prova            | Or                       | Argent                   | Bronze               |
| 500 m. Detalls   | Catriona Le May Doan     | Susan Auch               | Tomomi Okazaki       |
| 1.000 m. Detalls | Marianne Timmer          | Chris Witty              | Catriona Le May Doan |
| 1.500 m. Detalls | Marianne Timmer          | Gunda Niemann-Stirnemann | Chris Witty          |
| 3.000 m. Detalls | Gunda Niemann-Stirnemann | Claudia Pechstein        | Anni Friesinger      |
| 5.000 m. Detalls | Claudia Pechstein        | Gunda Niemann-Stirnemann | Lyudmila Prokasheva  |

## Medaller
| Posició | País          | Or | Argent | Bronze | Total |
| 1       | Països Baixos | 5  | 4      | 2      | 11    |
| 2       | Alemanya      | 2  | 3      | 1      | 6     |
| 3       | Canadà        | 1  | 2      | 2      | 5     |
| 4       | Japó          | 1  | 0      | 2      | 3     |
| 5       | Noruega       | 1  | 0      | 0      | 1     |
| 6       | Estats Units  | 0  | 1      | 1      | 2     |
| 7       | Bèlgica       | 0  | 0      | 1      | 1     |
| 7       | Kazakhstan    | 0  | 0      | 1      | 1     |
|         |               |    |        |        |       |
| Total   | Total         | 10 | 10     | 10     | 30    |